# Dolina Rolna

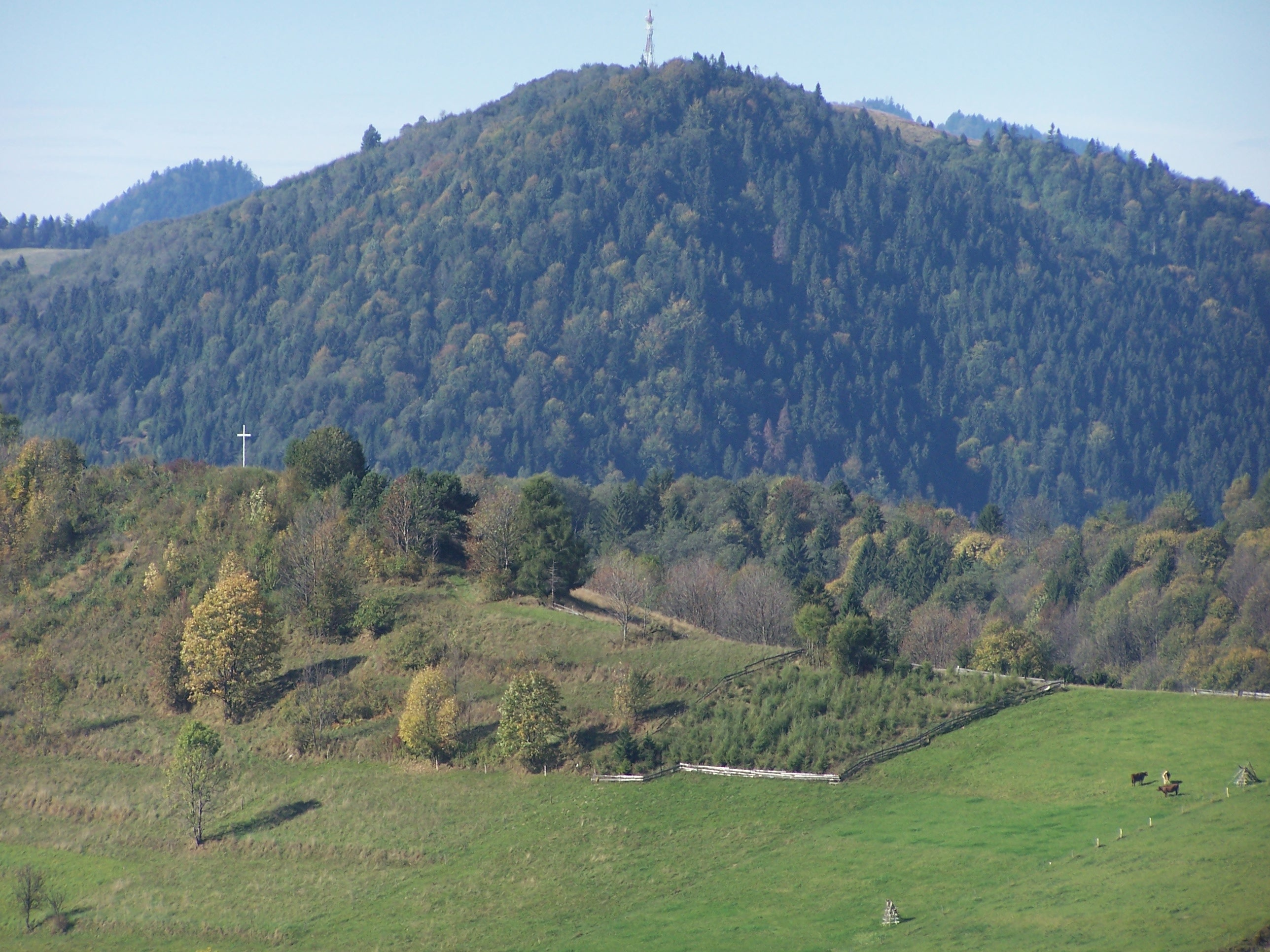
Jarmuta i wcięta w nią Dolina Rolna po prawej stronie

Dolina Rolna – niewielka dolinka na północnych stokach masywu Jarmuty w Małych Pieninach w Szczawnicy w województwie małopolskim, w powiecie nowotarskim, siedziba władz gminy miejsko-wiejskiej Szczawnica. Opada spod przełęczy Siodełko do doliny Grajcarka, oddzielając stoki Jarmuty od stoków Jarmutki. Jest porośnięta lasem, ale w górnej części jej orograficznie prawych zboczy znajduje się zarastająca lasem polana Moskalówka.